# Condominio in San Jacopino

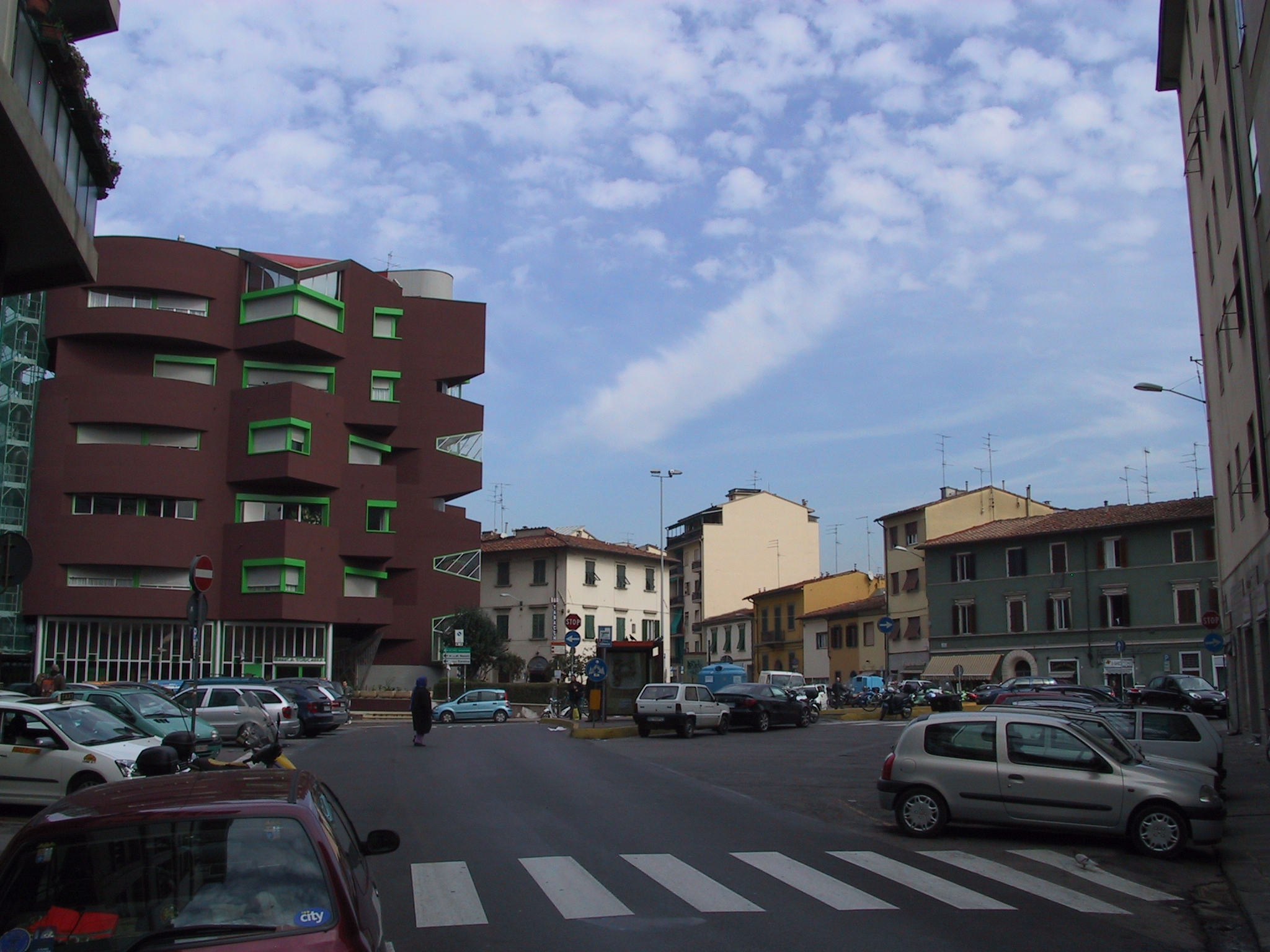
Piazza San Jacopino

L'edificio del Condominio in San Jacopino si trova a Firenze in piazza San Jacopino 5b, in angolo con via Ponte all'Asse 3-11.

## Storia
Il progetto dell'edificio per ospitare attività commerciali al piano terra e residenza a quelli superiori, venne eseguito da Marco Dezzi Bardeschi a partire dal 1973. I lavori furono iniziati l'anno successivo ed ultimati nel 1976.

## Posizione urbanistica
L'edificio è situato all'interno del quartiere di San Jacopino, incuneato tra la stazione ferroviaria ed il parco delle Cascine, ed è inserito all'interno di un lotto triangolare, un tempo occupato dalla villa-fattoria Maragliano, delimitato a sud dalla piazza San Jacopino (più uno slargo definito da edifici che non vera e propria piazza), a ovest dalla via Maragliano e ad est dalla via Ponte all'Asse. Le porzioni del lotto non edificate, ovvero lo sprone a sud sulla piazza ed il triangolo ad est, sono a verde, con manto erboso, siepi ed arbusti. Il tessuto circostante è caratterizzato da un'edilizia residenziale definitasi a partire dagli anni Trenta e priva di qualità formali o spaziali, nella quale sono del tutto assenti quelle emergenze architettoniche o ambientali necessarie per coagulare o connotare una porzione di città.

## Architettura
Il complesso è caratterizzato da una planimetria e volumetria articolate e si sviluppa in un nucleo adibito a residenza ed uffici, su 5 e 6 piani fuori terra più mezzanino e seminterrato, con fronte principale sulla piazza San Jacopino ed impianto al "L", ed in un corpo ad un solo piano adibito ad attività commerciale ed uffici, perpendicolare all'asse stradale di via Ponte all'Asse.
L'impianto volumetrico è qualificato dall'intersecarsi, con ampi tagli di cesura, di matrici spaziali dalla pura geometria: il prisma triangolare del corpo scale principale, fungente da sprone di penetrazione nel vuoto della piazza nonché da motivo dinamizzante e catalizzante, i parallelepipedi ed il cilindro dei corpi degli appartamenti, ritmati orizzontalmente da tagli ed aggetti, ed i cilindri dei corpi scale secondari. Tale matrice geometrica ricorre anche nella pianta, tutta giocata ai vari livelli dalla sovrapposizione di moduli quadrati ruotati di 45 rispetto a quelli sottostanti, così da costituire una naturale alternanza tra il pieno della muratura ed il vuoto dei balconi, ai quali si giustappongono le tracce curvilinee dei balconi ed i moduli circolari delle coperture.
Mentre il piano terra presenta un basamento vetrato, il resto dell'edificio è caratterizzato dalla compattezza della cortina muraria: questa è fortemente connotata dal cromatismo dell'intonaco, di un colore rosso-marrone scuro, sul quale contrasta il verde pisello degli infissi: in tale articolazione si differenziano la prua della testa dell'edificio, con tagli poligonali sullo spigolo, e le due torri dei vani scale, caratterizzate, come il piano terra ed a differenze delle altre aperture, da infissi di colore bianco. La pianta dell'edificio risulta dalla giustapposizione di tre nuclei di appartamenti, polarizzati attorno ai rispettivi vani scale: ciascuno degli appartamenti propone, con alcune varianti, la tradizionale distribuzione dei vani, con la suddivisione tra la zona notte e la zona giorno; al piano terra invece il corpo di testa è caratterizzato da un unico grande spazio scandito da pilastri circolari, mentre il resto dell'edificio presenta negozi al piano terra ed uffici al mezzanino.
I pavimenti sono in ceramica, ad eccezione che nei vani scala e nei negozi al piano terra, in marmo a disegni geometrici.

## Fortuna critica
Sin dalle prime fasi della costruzione questa presenza architettonica, decisamente anomala nel panorama fiorentino, suscitò vivaci e polemiche reazioni, sostenute ed alimentate dalla stampa cittadina che raccolse numerose lettere di cittadini e professionisti sdegnati per l'obbrobrio offensivo dell'intervento. L'edificio trovò tuttavia immediatamente un suo paladino in Giovanni Klaus Koenig (1976) che vi leggeva espliciti richiami all'espressionismo organico, alla geometria delle forme di Wright ed alle architetture militari, nonché un'ideale continuità con la poco distante centrale termica mazzoniana, unica preesistenza emergente del quartiere.
In epoca più recente, sopiti gli animi e prese le distanze dalla reazione emotiva, i giudizi formulati dalla critica sono in generale positivi: vengono in particolare apprezzati il gesto di rottura con la tradizione architettonica fiorentina la capacità di essere, seppur ridondante, elemento di emergenza nei confronti del circostante nonché la sintesi di elementi lessicali desunti dall'architettura del Novecento europeo: "la curiosa articolazione della facciata fa pensare ai precedenti storici dell'espressionismo o forse, ancora meglio, all'effimero "cubismo" architettonico. Se si considera la pianta, tuttavia, sarà più giusto accostare questa casa alle ricerche sull'uso della geometria assai frequentate nella seconda metà degli anni Sessanta. Il profilo frastagliato è infatti ottenuto dalla sovrapposizione di quadrati ruotati in modo diverso ai diversi piani. Alternate a questo si susseguono delle circonferenze, l'ultima delle quali forma la testata dell'edificio".